# Jean Tourane
Jean Tourane, de son vrai nom Jean Briel, né le 3 novembre 1919 à Angervilliers et mort le 24 mars 1986 au Val-Saint-Germain, est un cinéaste et homme politique français.

## Biographie
Tout d'abord peintre et photographe animalier, Il produit, de 1954 à 1957, trois films dont le héros est un canard. Puis, à partir de 1964, il réalise la série des Saturnin, le malicieux petit canard. Le contrat qui le lie à l'ORTF est alors de soixante-dix-huit épisodes.
Il a été maire de la commune du Val-Saint-Germain dans le département de l'Essonne. Par ailleurs, il est le premier maire à donner sa signature à la candidature de Coluche pour l'Élection présidentielle française de 1981.
Il est inhumé au cimetière communal du Val-Saint-Germain (Essonne).

## Filmographie

### Réalisateur
- 1954 : Saturnin, le poète (court métrage)
- 1955 : Saturnin et le Lac aux fées (court métrage)
- 1956 : Une fée... pas comme les autres (long métrage)
- 1961 : Le Petit Mouton de Peluche (court métrage)
- 1970 : Saturnin et le Vaca-Vaca (long métrage)
- 1986 : Les Taitanfriche (court métrage)

### Producteur
- 1958 : Cerf-volant du bout du monde de Roger Pigaut (long métrage)
- 1962 : L'Éducation sentimentale d'Alexandre Astruc (long métrage)

### Autres liens
- Photographies de Jean Tourane